# Kingstown
Kingstown es la capital y la ciudad más poblada de San Vicente y las Granadinas, con un censo de unos 26 000 habitantes en 2012. 
Está situada a orillas del mar Caribe y fue fundada en 1719 por colonos franceses. Fue colonia británica, y durante esta época colonial llegarían a la capital personas provenientes de África, las Indias Orientales, Portugal como mano de obra en plantaciones agrícolas. Las diferentes etnias que arribaron a Kingstown han configurado el panorama étnico y cultural existente en la actualidad. La economía de la población se basa principalmente en la exportación de frutas al Reino Unido y a Estados Unidos.
Kingstown, importante ciudad portuaria y el principal centro comercial de San Vicente y las Granadinas, está comunicada por vía aérea por el aeropuerto Internacional de Argyle, ubicado al este de la ciudad e inaugurado en 2017. Los ferris también llegan diariamente a las otras islas del país, lo que permite facilitar el transporte de mercancías y de pasajeros.

## Historia

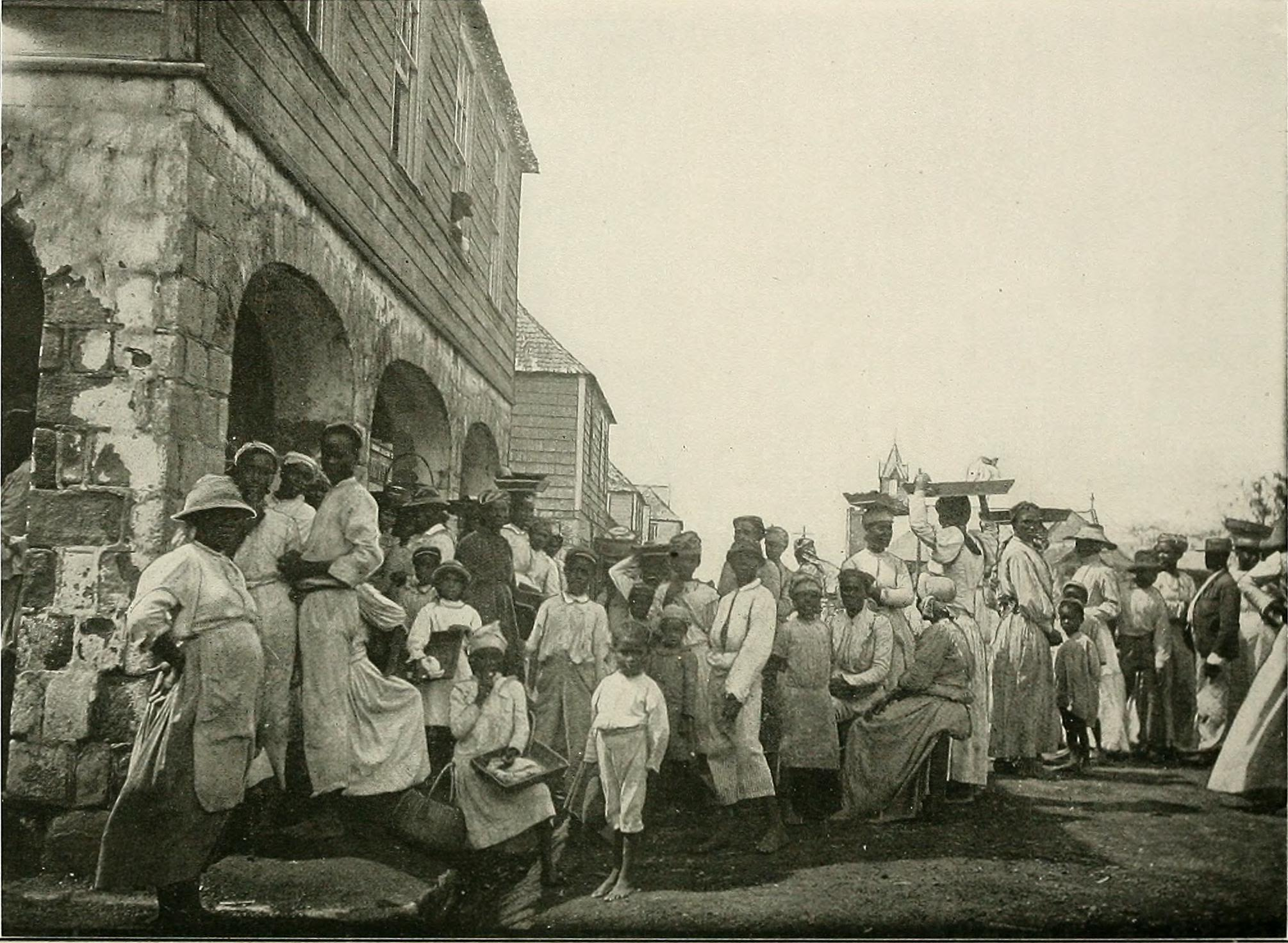
Pobladores de Kingstown, hacia 1902

Pese a que Cristóbal Colón exploró San Vicente y las islas cercanas en 1498, la resistencia que ofrecieron los pueblo caribes nativos impidió que los europeos se asentaran permanente hasta 1719. La capital moderna, Kingstown, fue fundada por colonos franceses poco después de 1722, aunque, debido al Tratado de París de 1763 —resultado del final de la guerra de los Siete Años—, San Vicente pasó a dominio británico hasta alcanzar su independencia el 27 de octubre de 1979.
En 1720, poco después de los primeros asentamientos franceses, comenzó el cultivo de la caña de azúcar. Esto trajo consigo la llegada de miles de africanos a la isla, quienes pronto se convirtieron en los habitantes mayoritarios de Kingstown. Al igual que los franceses, los británicos emplearon mano de obra esclava procedente de África para trabajar en las plantaciones de azúcar, café, tabaco, algodón o café, hasta que el Parlamento Británico abolió la esclavitud en el Imperio en 1833. En la década de 1840 los británicos trajeron a trabajadores portugueses, en tanto que más personas de las Indias Orientales llegaron entre 1861 y 1888. Aun así, la economía de las plantaciones se redujo, por lo que los terratenientes acabaron por abandonar sus tierras y dejaron que los africanos liberados las cultivaran. Otros se convirtieron en artesanos y obreros en Kingstown junto a los descendientes de los portugueses e indios.
El jardín botánico de la ciudad, concebido en 1765, es uno de los más antiguos del hemisferio occidental. William Bligh, que se hizo famoso por el Motín del Bounty, trajo aquí semillas del árbol del fruto del pan para su plantación, hacia 1793.

## Geografía
Está situada al suroeste de la isla de San Vicente, a orillas del mar Caribe. Kingstown desarrolla su infraestructura sobre zonas costeras estrechas y bajas, que son vulnerables a desastres naturales. El crecimiento de sus áreas urbanas provoca el aumento de la presión sobre la ciudad, que padece de inundaciones periódicas y congestión del tráfico.

## Demografía
De acuerdo a los diferentes censos del país, la población de Kingstown —excluyendo las zonas suburbanas— ascendía a 16 532 habitantes en 1980, 15 670 en 1991, 13 857 en 2001 y 12 909 en 2012. Asimismo, la aglomeración de la ciudad llegaba a los 26 721. De este total, 18 756 personas eran descendientes de africanos, por lo que constituyeron el mayor grupo étnico de la capital. También había habitantes de origen europeo (principalmente británicos y portugueses), indio, o indígena, entre otros.

## Atractivos turísticos

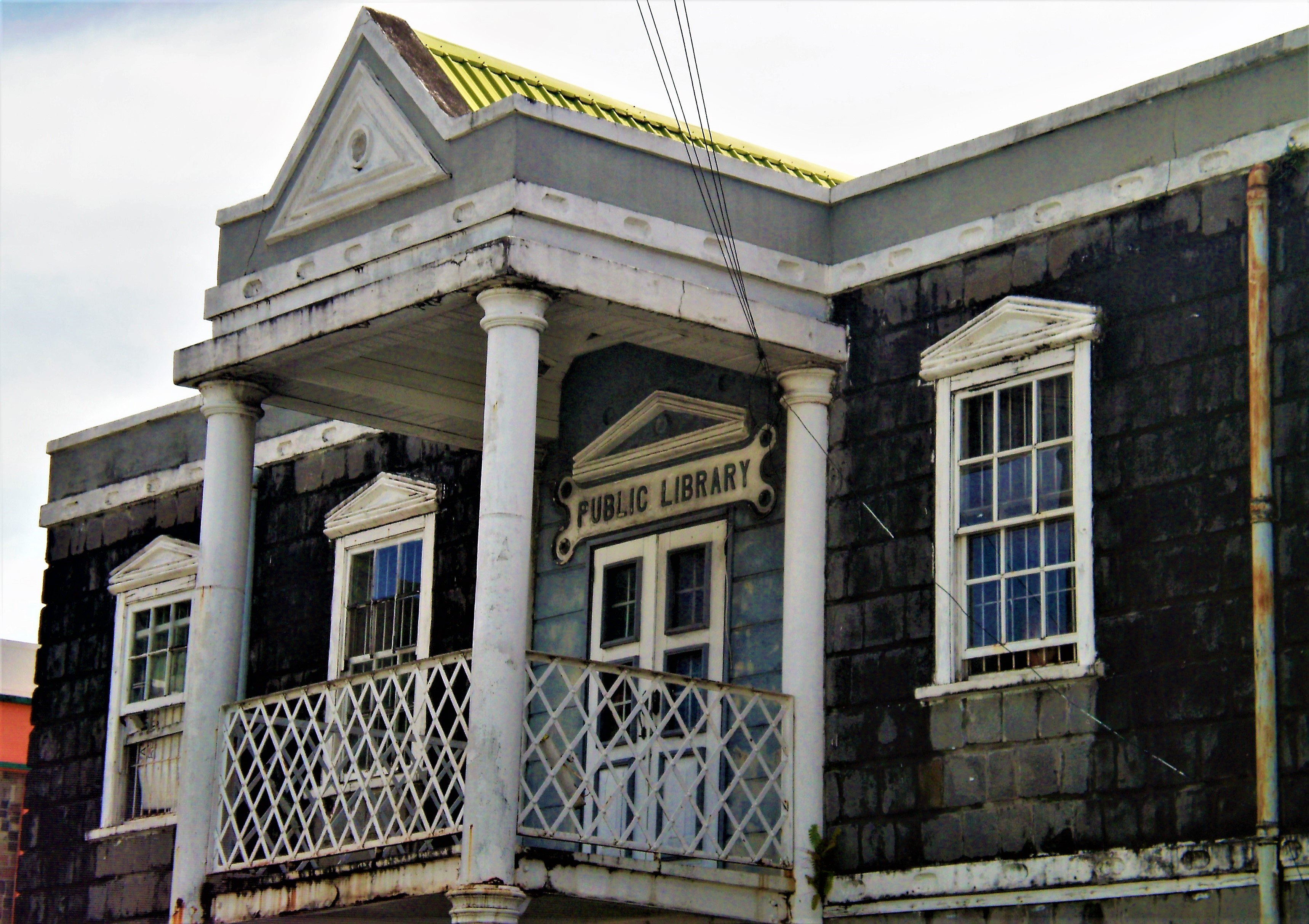
Biblioteca pública de Kingstown

- Biblioteca pública de KingstownBiblioteca Libre de Kingstown, donde se conservan reliquias de los indios caribe.
- Catedral anglicana.
- Jardín botánico, el más antiguo de las Antillas Menores. Data del año 1765.
- Fuerte Charlotte, construido a finales del siglo XVIII, por los británicos, como protección frente a la invasión francesa. Está situado al norte de la ciudad.

## Clima
El clima es cálido, con una estación seca que va de noviembre a abril, y una lluviosa que va de abril a noviembre. La temperatura media es de 26 °C.
| Parámetros climáticos promedio de Kingstown | Parámetros climáticos promedio de Kingstown | Parámetros climáticos promedio de Kingstown | Parámetros climáticos promedio de Kingstown | Parámetros climáticos promedio de Kingstown | Parámetros climáticos promedio de Kingstown | Parámetros climáticos promedio de Kingstown | Parámetros climáticos promedio de Kingstown | Parámetros climáticos promedio de Kingstown | Parámetros climáticos promedio de Kingstown | Parámetros climáticos promedio de Kingstown | Parámetros climáticos promedio de Kingstown | Parámetros climáticos promedio de Kingstown | Parámetros climáticos promedio de Kingstown |
| Mes                                         | Ene.                                        | Feb.                                        | Mar.                                        | Abr.                                        | May.                                        | Jun.                                        | Jul.                                        | Ago.                                        | Sep.                                        | Oct.                                        | Nov.                                        | Dic.                                        | Anual                                       |
| ------------------------------------------- | ------------------------------------------- | ------------------------------------------- | ------------------------------------------- | ------------------------------------------- | ------------------------------------------- | ------------------------------------------- | ------------------------------------------- | ------------------------------------------- | ------------------------------------------- | ------------------------------------------- | ------------------------------------------- | ------------------------------------------- | ------------------------------------------- |
| Temp. máx. media (°C)                       | 28                                          | 29                                          | 31                                          | 32                                          | 32                                          | 32                                          | 33                                          | 33                                          | 32                                          | 30                                          | 29                                          | 28                                          | 30.8                                        |
| Temp. mín. media (°C)                       | 21                                          | 21                                          | 23                                          | 25                                          | 25                                          | 26                                          | 27                                          | 26                                          | 26                                          | 24                                          | 23                                          | 22                                          | 24.1                                        |
| Precipitación total (mm)                    | 25                                          | 12                                          | 16                                          | 30                                          | 106                                         | 100                                         | 121                                         | 125                                         | 148                                         | 136                                         | 116                                         | 70                                          | 1005                                        |
| [cita requerida]                            |                                             |                                             |                                             |                                             |                                             |                                             |                                             |                                             |                                             |                                             |                                             |                                             |                                             |

## Economía
En Kingstown se embarcan los productos de la región para exportación, como bananas, marantas o arrurruz, cocos y algodón. Con el desarrollo de la industria turística y de la exportación de producto agrícolas se comenzó a mejorar de forma conjunta las conexiones de la ciudad a nivel aéreo y marítimo. De este modo, 
a principios del siglo XXI se construyeron puertos para ferris y embarcaciones de carga de mercancías. La capital alberga un campus de la universidad de las Indias Occidentales.
En diciembre de 2019, las autoridades locales llegaron a un acuerdo con diferentes medios de financiación para un proyecto de modernización de la infraestructura portuaria a gran escala. Este tenía la finalidad de reemplazar el puerto antiguo de Kingstown construido a finales del siglo XX. La reubicación de los residentes, en su mayoría familias de bajos ingresos, también comenzó en 2019. Sin embargo, las obras tuvieron que retrasarse debido a la pandemia de COVID-19 y las erupciones volcánicas de 2021. La construcción se reinició a mediados de 2022 y se estimó que terminaría en 2025. EL proyecto ofrece varios beneficios, como fortalecer las estructuras ante desastres naturales, mejorar el transporte marítimo y su eficiencia, reducir los costos de transporte al ubicarse más próximo de los importadores y aumentar la capacidad.

## Cultura

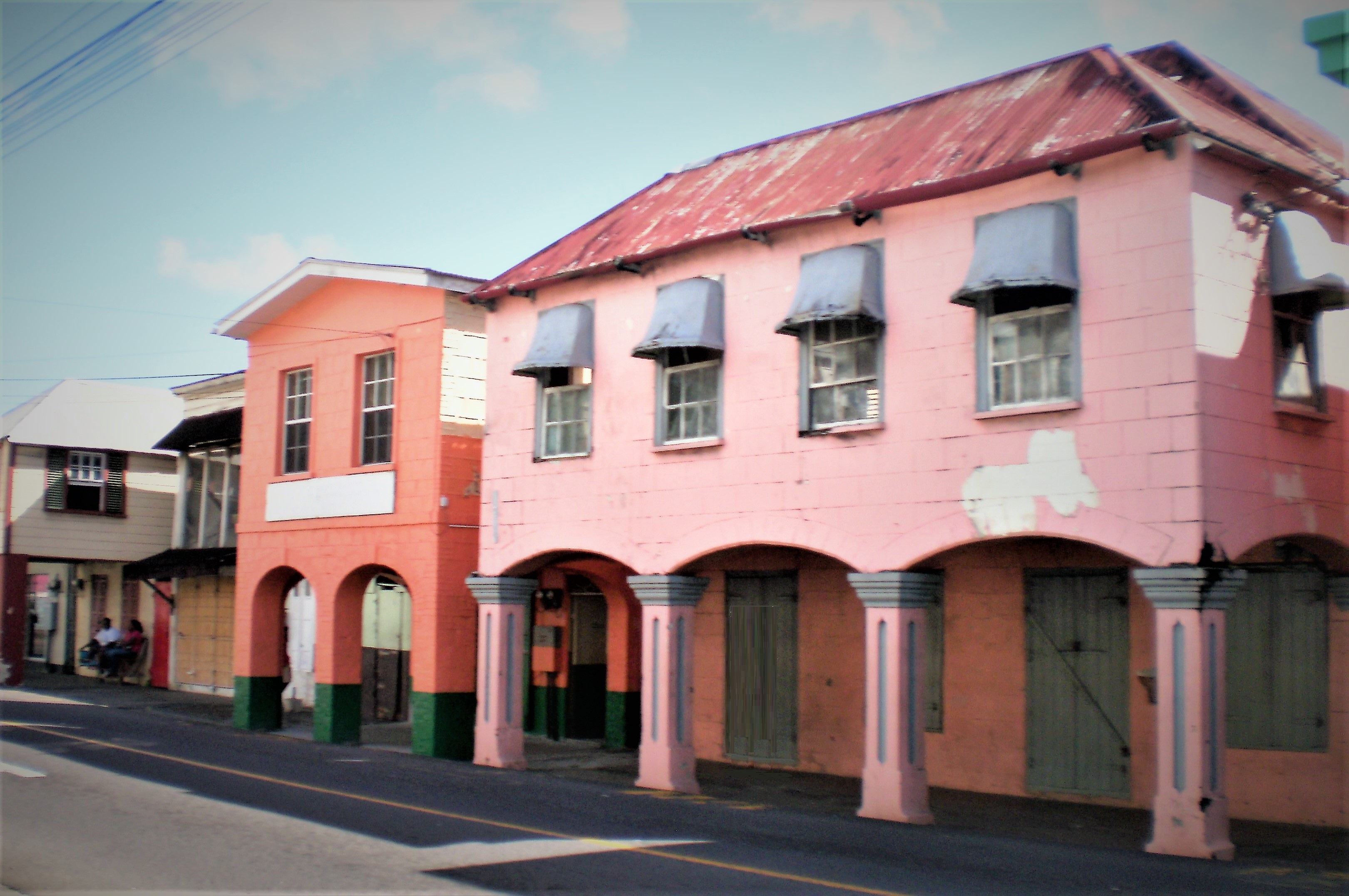
Arquitectura en arcos (Kingstown).

En la ciudad se fundó la primera biblioteca de carácter público del país. La idea surgió el 9 de marzo de 1883 y se implementó el 1 de abril del mismo año, pero pese a ser «gratuita» requería de una suscripción. En sus inicios, la biblioteca pública se encontraba en la plaza Market y estaba a cargo de la Junta Municipal de Kingstown. En 1899 se planteó la construcción de un edificio para albergar la institución, pero el proyecto se desechó por falta de fondos. Tras solicitar fondos para un edificio permanente, en enero de 1907 con una financiación de dos mil libras se iniciaron las obras del actual edificio Carnegie.
Pese a la contribución de Carnegie, los fondos disponibles aún resultaron insuficientes para acabar el edificio. Finalmente pudo finalizarse en 1909. El edificio consiste en una estructura de dos plantas; el piso superior destinado como sala de conferencias y para el uso de actividades culturales, mientras que la planta baja alberga a la biblioteca. Aunque una ordenanza aprobada en 1908 exigiera que los servicios de la biblioteca pública fueran gratuitos, todavía se cobraba una suscripción en la época.
El carnaval es el principal evento cultural de Kingstown. El festival Nine Mornings se celebra en la ciudad las nueve mañanas anteriores a la Navidad. Tradicionalmente consistía en desfiles en horas tempranas de la mañana, acompañados de villancicos, carreras de bicicletas y otras festividades. En la actualidad el evento se centra en conciertos callejeros durante las primeras horas de la mañana.

### Arquitectura

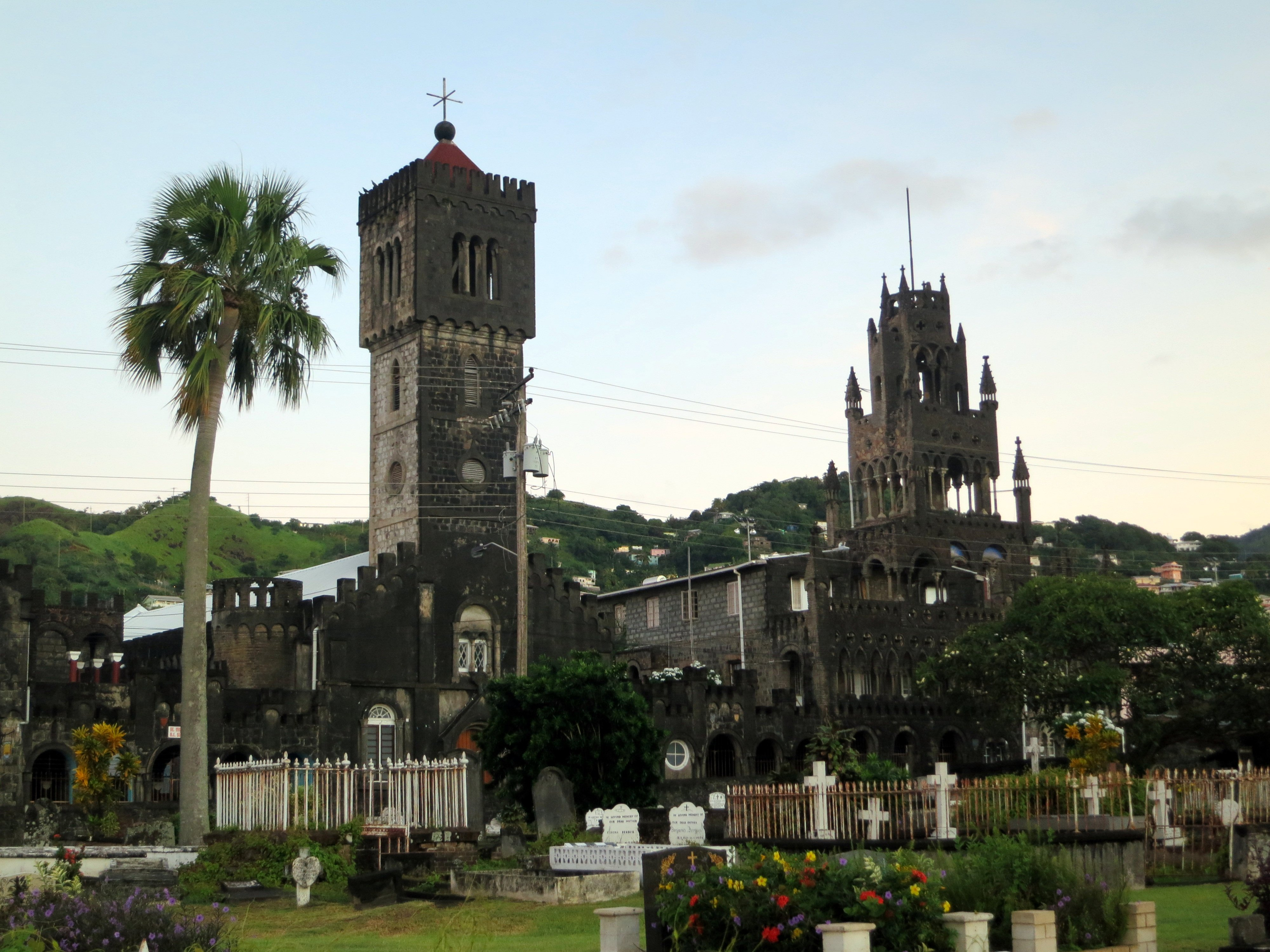
La catedral de la Asunción, con la torre Madonna en el flanco izquierdo.

Kingstown es conocida por su arquitectura basada en arcos y su influencia colonial francesa y británica. La ciudad alberga varios edificios notables, como el Palacio de Justicia, que está construido en piedra. Sus paredes, formadas por mampostería pequeña y de tamaño irregular, presenta esquinas y ventanas rodeadas por piedra resaltada en color crema, en contraste con el tono grisáceo del resto del conjunto. En cuanto a la arquitectura religiosa destaca la catedral de la Asunción, junto a la torre Madonna que se encuentra en el edificio adyacente. Ambas fachadas reflejan una combinación de estilos árabe, georgiano y románico. Otro ejemplo de arquitectura histórica en la ciudad es el fuerte Charlotte.

## Transporte

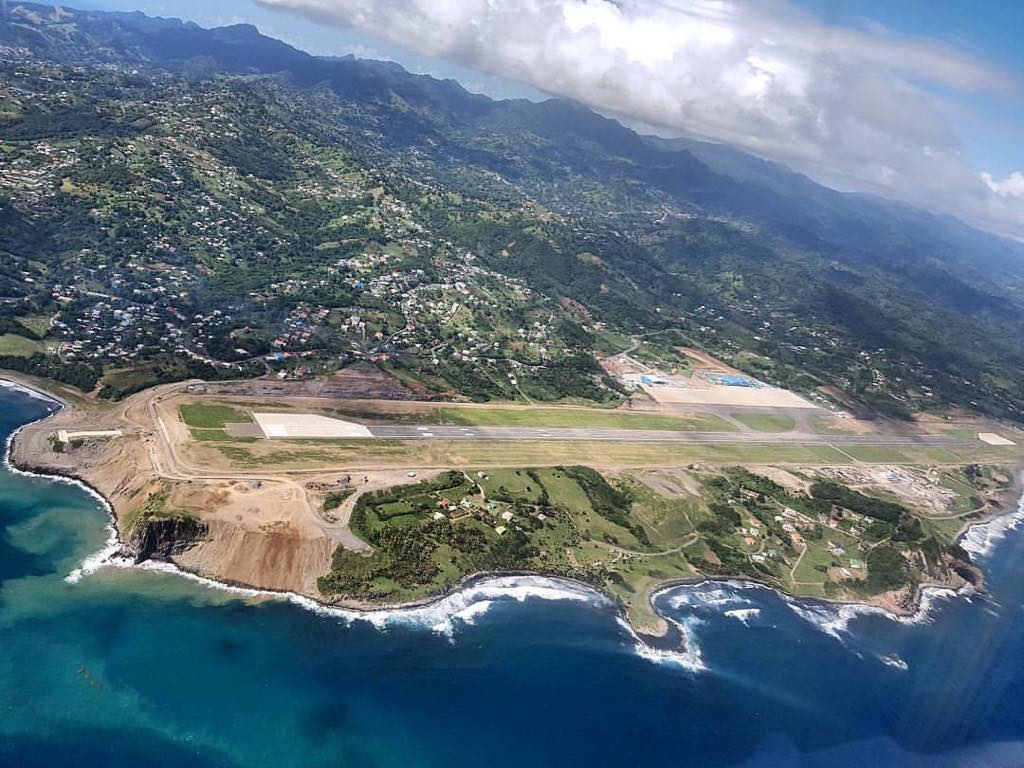
Vista aérea del aeropuerto de Argyle.

A unos 8 km de la capital se encuentra el Aeropuerto Internacional de Argyle, el único de este tipo en el país. Su construcción comenzó en julio de 2008 y terminó en febrero de 2017. Este conecta de forma directa con Estados Unidos, Canadá, países del Caribe, Sudamérica y Europa. El aeropuerto cuenta con una pista de 2743 m de largo y 45 de ancho, que puede dar servicio a aviones de gran tamaño.
En cuanto al transporte terrestre, es común el uso de taxis y autobuses. Son característicos de la ciudad y la isla autobuses pintados de forma colorida. Las carreteras se mejoraron a principios del siglo XXI y ayudaron a diezmar la congestión de tráfico en la capital gracias al cruce de Sion Hill y la autopista Leeward, que discurre 40 km hacia el norte, por la costa oeste de la isla de San Vicente.
Al ser una ciudad costera, Kingstown también posee servicio de ferry y su puerto enlaza con la vecina isla de Bequia. Posee un puerto de aguas profundas, así como un muelle para cruceros.